# Michelstadt

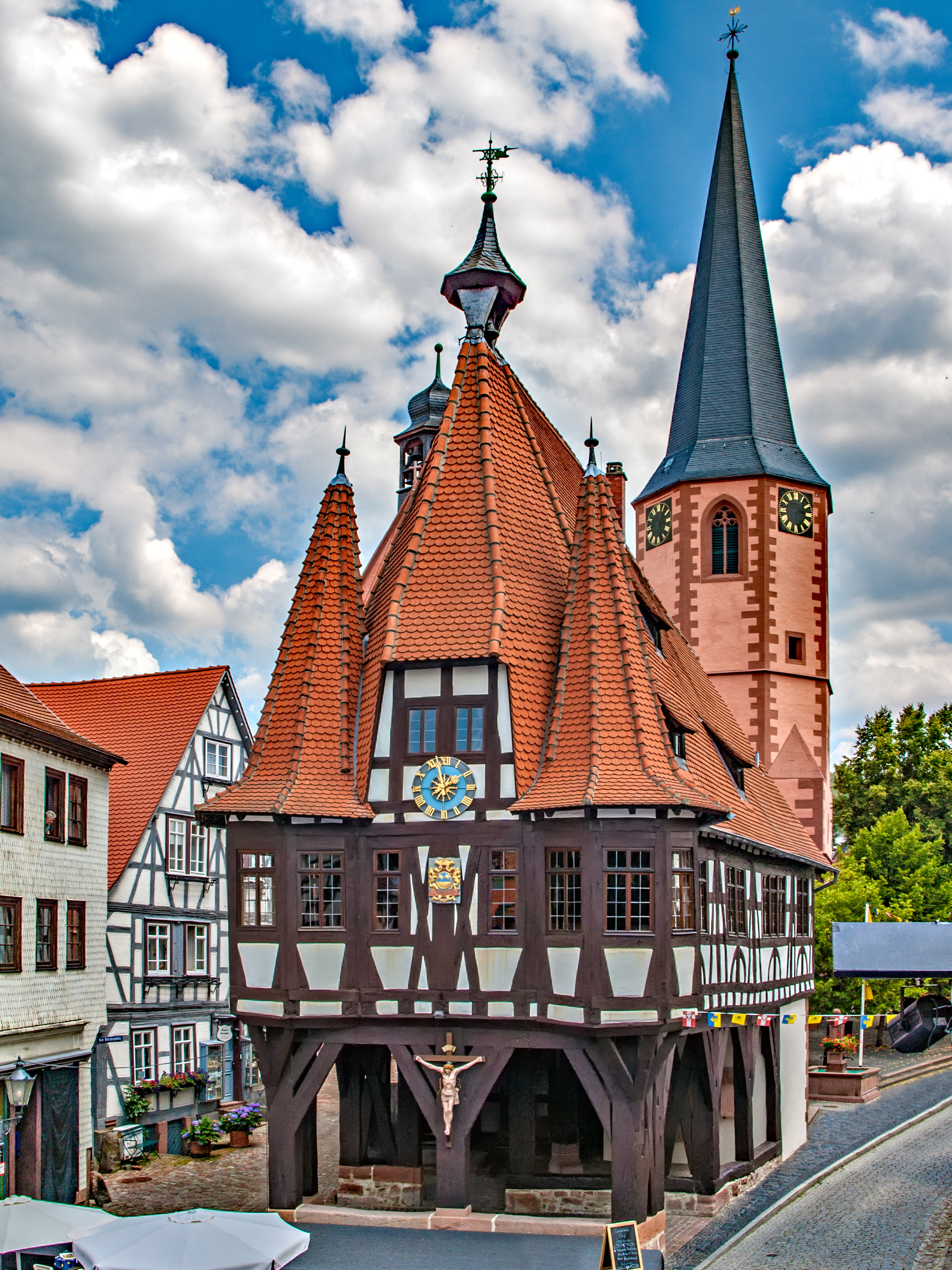
L'hôtel de ville de Michelstadt. Photo juillet 2011.

Michelstadt est une ville allemande située dans le massif de l'Odenwald au sud de la (Hesse). La ville est jumelée avec la commune française de Rumilly en (Rhône-Alpes).

## Géographie
Michelstadt est la ville la plus importante de l'arrondissement de l'Odenwald au regard de la de population. La ville, frontalière avec la Bavière, est composée de huit quartiers : 
- Michelstadt ;
- Rehbach ;
- Steinbach avec le hameau de Asselbrunn ;
- Steinbuch ;
- Stockheim ;
- Vielbrunn avec les hameaux de Bremhof et Brunnthal ;
- Weiten-Gesäß ;
- Würzberg avec les hameaux de Mangelsbach et Eulbach.

Les sept derniers quartiers ci-nommés étaient à l'origine des communes indépendantes mais ont été tous rattachés administrativement à Michelstadt durant les années 1971 et 1972 dans le cadre de la réforme territoriale de la Hesse.

## Personnalités liées à la ville
- Georges-Albert II d'Erbach-Fürstenau (1648-1717), comte né et mort à Fürstenau ;
- Frédéric Auguste d'Erbach-Fürstenau (1754-1784), comte né et mort à Fürstenau ;
- Alfred d'Erbach-Fürstenau (1905-1988), homme politique né et mort à Fürstenau ;
- Rebecca Horn (1944-2024), artiste plasticienne.